# Abraham Mansfarroll

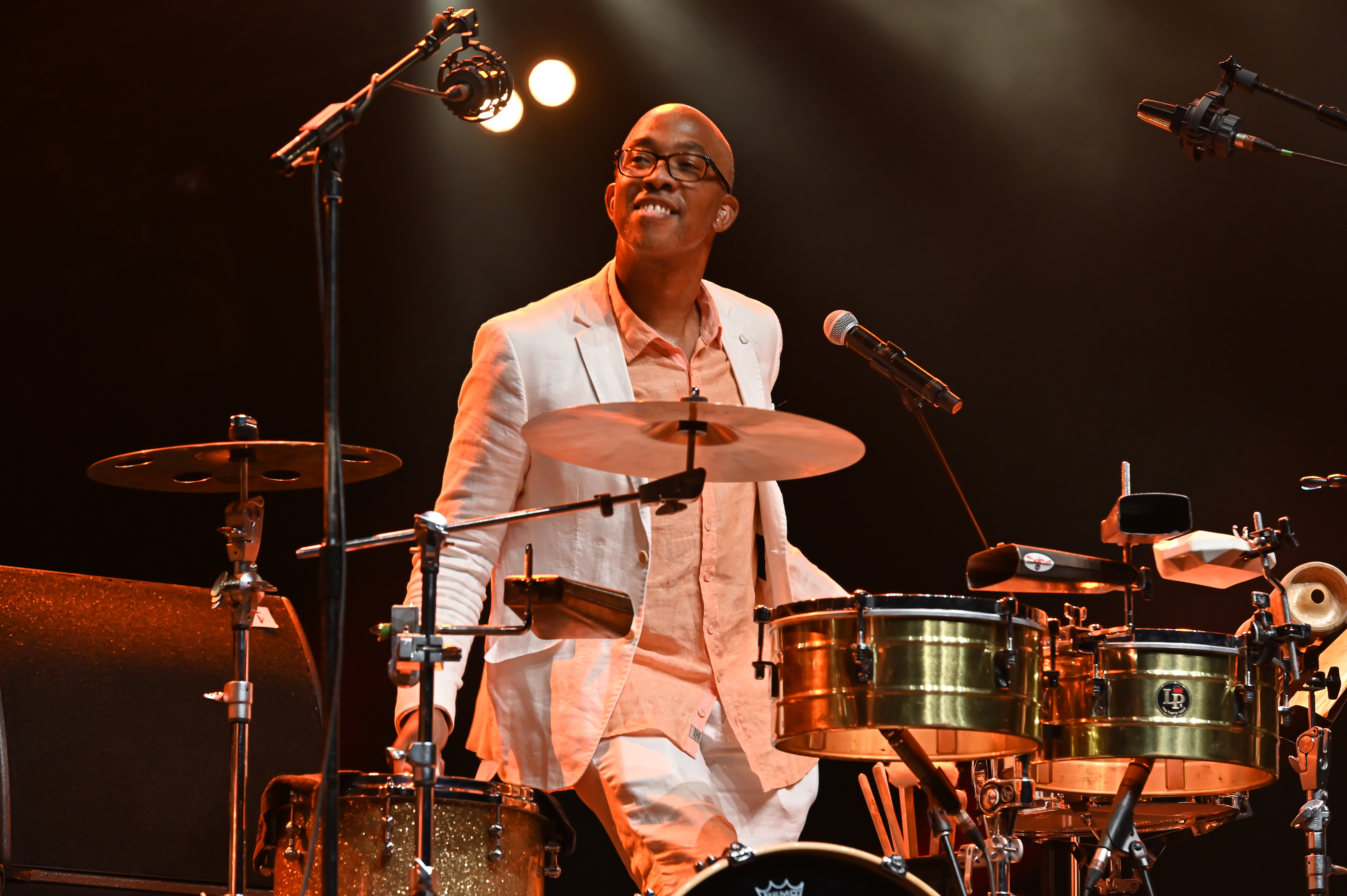

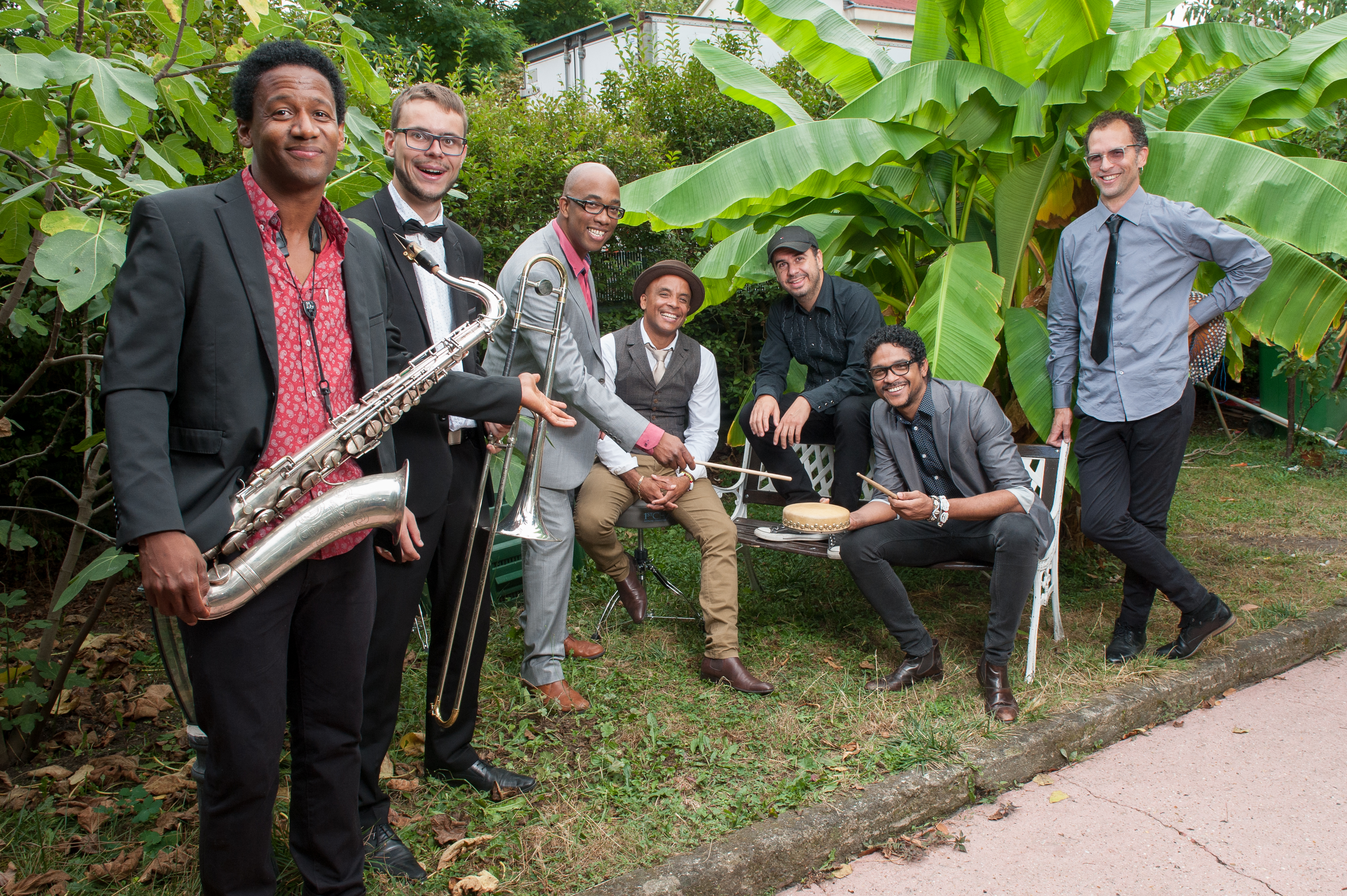
Mansfarroll & Campana project. photo Fred Boutleux

Abraham Mansfarroll, né le 13 avril 1974, est un musicien, auteur, compositeur et percussionniste cubain. Diplômé de l’E.N.A (École Nationale d’Art), il continue ses études à l’Institut Supérieur des Arts de La Havane (ISA), l'équivalent d'un conservatoire national de musique, où après son diplôme, il reste en tant que professeur de percussions.
En 1997, il a créé son projet de percussions Pi-A-Pa et entame une tournée en France en collaboration avec l’ensemble vocal Soli-Tutti. Avec le groupe Sintesis et celui du flûtiste cubain Orlando « Maraca » Valle dont il fait partie, il participe aux divers festivals de la Havane, ainsi qu’à l’étranger (Espagne, Belgique, France, Suisse, États-Unis…)
En 2002, en tournée avec Las Hermanas Faez et Casa de la Trova, il retrouve la France et décide de s'y installer définitivement. Depuis, il a poursuivi une collaboration régulière avec des musiciens et des formations d’univers variés tels que : Ernesto Tito Puentes, Patrice Caratini, Julien Lourau, Alfredo Rodriguez, Charles Aznavour, Patrice Caratini, Julien Lourau, David Murray, Michel Fugain, Fred Pallem, Papa Wemba, aussi Chucho Valdés (Jazz Bata 2), Ibrahim Maalouf (S3NS), Clara Luciani...
Mansfarroll participe à l’enregistrement de nombreux CD sous divers labels en France et à l’étranger comme Rosalia, Starmania...
En 2014, Mansfarroll crée le groupe Campana Project autour du jazz afro-cubain. Il y fédère des percussionnistes, violoncellistes, bassistes, cuivres et bois du Pérou, Cuba, Grèce, Maroc, Madagascar... preuve vivante de l’universalité de la musique telle que la conçoit Mansfarroll.
Il a composé et édité deux CD : Utopia Guantanamera (2016) et Dizzy el Afrocubano (2021)qu'il a présenté au Festival Jazz à La Villette en septembre 2021.
En 2023, Mansfarroll a été sélectionné "Artiste Génération Spedidam" dans la catégorie "Jazz et musique du monde" et ce, jusqu'en 2025.